# Central Cee
Окли Нил Х. Т. Цезарь-Су (англ. Oakley Neil H T Caesar-Su; род. 4 июня 1998, Лондон, Великобритания), более известный как Central Cee — британский рэпер. Он стал набирать популярность в 2020 году после выпуска синглов «Day in the Life» и «Loading». Его дебютный микстейп Wild West вышел 12 марта 2021 года и достиг второго места в чарте UK Albums Chart. Его второй микстейп 23 был выпущен 25 февраля 2022 года и занял вершину UK Albums Chart.

## Ранняя жизнь
Окли Нил Х. Т. Цезарь-Су родился 4 июня 1998 года в Шепердс-Буш, Лондон, в семье ирландки и отца-гайанца эквадорского происхождения, а прадед был араваком. Когда он был ребёнком его отец слушал с ним хип-хоп, регги и дэнсхолл. Окли ходил в ту же школу, что и рэпер Digga D, будучи на пару классов старше. Цезарь-Су начал записывать музыку, когда ему было 14 лет. Central Cee проработал в обувном магазине три недели, прежде чем узнал свою зарплату и уволился.

## Карьера

### 2015—2019: Начало
Цезарь-Су впервые появился на треке «Ain't On Nuttin Remix» J Hus и Bonkaz в январе 2015 года. Изначально его псевдоним писался как Central C. Он выпустил сингл «StreetHeat Freestyle» в феврале того же года. Позже в августе 2016 года вышел трек «Pull Up». Central Cee выпустил свой первый мини-альбом 17 в 2017 году. Фристайл «Next Up?» был выпущен в октябре 2019 года.

### 2020—2021: Wild West
Цезарь-Су познакомился со своим будущим менеджером YBeeez в 2019 году. 14 июня 2020 года Central Cee выпустил свой прорывной сингл «Day in the Life». Затем 22 октября вышел «Loading», вошедший в топ-20 UK Singles Chart. Central Cee выпустил свой дебютный микстейп Wild West в марте 2021 года.

### 2021—наст. время: 23
В сентябре 2021 года вышла песня «Obsessed with You», которая заняла 4-е место в UK Singles Chart. Трек стал ведущим синглом из его второго микстейпа, 23. Второй и третий синглы с микстейпа «Retail Therapy» и «Cold Shoulder» были выпущены 6 и 27 января 2022 года.
25 февраля 2022 года был выпущен 23.
Сингл «Doja» был выпущен 21 июля 2022 года вместе с музыкальным видео, снятым Коулом Беннеттом. Он дебютировал под номером 2 в UK Singles Chart. Песня также достигла 13-го места в чарте US Bubbling Under Hot 100.

## Дискография
Микстейпы
- Wild West (2021)
- 23 (2022)

## Награды и номинации
| Организация                  | Год  | Категория                                      | Номинация           | Результат | Примечания |
| ---------------------------- | ---- | ---------------------------------------------- | ------------------- | --------- | ---------- |
| AIM Independent Music Awards | 2021 | Самый популярный новый независимый исполнитель | Он сам              | Номинация | [ 25 ]     |
| Brit Awards                  | 2022 | Лучший новый исполнитель                       | Он сам              | Номинация | [ 26 ]     |
| Brit Awards                  | 2022 | Лучшее британское хип-хоп/рэп/грайм исполнение | Он сам              | Номинация | [ 26 ]     |
| Brit Awards                  | 2022 | Британский сингл года                          | «Obsessed with You» | Номинация | [ 26 ]     |
| MOBO Awards                  | 2021 | Лучший новичок                                 | Он сам              | Победа    | [ 27 ]     |
| MOBO Awards                  | 2021 | Лучшее мужское исполнение                      | Он сам              | Номинация | [ 27 ]     |
| MOBO Awards                  | 2021 | Лучшее дрилл-исполнение                        | Он сам              | Победа    | [ 27 ]     |
| MOBO Awards                  | 2021 | Песня года                                     | «Commitment Issues» | Номинация | [ 27 ]     |